# Indische Badmintonmeisterschaft 2009/10
Die Indische Badmintonmeisterschaft der Saison 2009/2010 fand vom 2. bis zum 10. Januar 2010 in Guwahati statt. Es war die 74. Austragung der nationalen Titelkämpfe im Badminton in Indien.

## Finalergebnisse
| Disziplin    | Sieger                        | Finalist                      | Ergebnis            |
| ------------ | ----------------------------- | ----------------------------- | ------------------- |
| Herreneinzel | Chetan Anand                  | Anup Sridhar                  | 16-21, 21-19, 21-10 |
| Dameneinzel  | Trupti Murgunde               | Sayali Gokhale                | 21-17, 21-7         |
| Herrendoppel | Rupesh Kumar Sanave Thomas    | Akshay Dewalkar Jishnu Sanyal | 21-15, 21-18        |
| Damendoppel  | Jwala Gutta Ashwini Ponnappa  | Aparna Balan Shruti Kurien    | 21-15, 22-20        |
| Mixed        | Valiyaveetil Diju Jwala Gutta | Arun Vishnu Aparna Balan      | 21-12, 21-7         |